# Franz Josef Bischel
Franz Josef Bischel (* 18. Juni 1938 in Gau-Algesheim; † 16. März 2021) war ein deutscher Politiker (CDU).

## Leben und Beruf
Nach dem Besuch einer berufsbildenden Schule absolvierte Bischel eine Verwaltungslehre. Er legte die zweite Verwaltungsprüfung ab und wurde Diplom-Verwaltungswirt (FH). Von 1986 bis 1990 war er Vorsitzender des rheinland-pfälzischen Landesverbandes von Komba und anschließend bis 1994 Landesvorsitzender des Deutschen Beamtenbunds. Bischel war verheiratet und hatte zwei Kinder.

## Politik
Bischel trat 1957 der CDU bei. Von 1964 bis 1999 war er Mitglied des Kreistages des Landkreises Mainz-Bingen. Von 1974 bis 1984 war er Bürgermeister von Gau-Algesheim. In der Wahlperiode 2009–2014 war Franz Josef Bischel Mitglied des Verbandsgemeinderates Gau-Algesheim. 1981 rückte er für Hanna-Renate Laurien als Abgeordneter in den rheinland-pfälzischen Landtag nach, dem er bis 2006 angehörte. Im Landtag war er von 1988 bis 1991 Vorsitzender der Datenschutzkommission und von 1994 bis 2001 Parlamentarischer Geschäftsführer der CDU-Fraktion. 1999 war er Mitglied der 11. Bundesversammlung.

## Ehrungen und Auszeichnungen
Am 19. Dezember 2013 wurde Bischel wegen seiner langjährigen Verdienste in der Kommunal- und Landespolitik mit dem Verdienstkreuz Erster Klasse des Verdienstordens der Bundesrepublik Deutschland ausgezeichnet. Bereits 1990 hatte er das Bundesverdienstkreuz am Bande bekommen. 1994 erhielt er die Freiherr-vom-Stein-Plakette. 2016 ernannte seine Heimatstadt Gau-Algesheim ihn zum Ehrenbürger.